# GMF AeroAsia
GMF AeroAsia (PT Garuda Maintenance Facility AeroAsia Tbk) est une société indonésienne spécialisée dans la maintenance, la réparation et la révision d'avions. L'entreprise dessert la région Asie-Pacifique et emploie plus de 4 000 personnes. Elle est basée à Tangerang, en Indonésie, et possède de nombreux bureaux dans le monde entier. Elle entretient de nombreux types d'avions et constitue l'une des installations de maintenance aéronautique les plus importantes et les plus importantes d'Asie.

## Histoire

### Avant 2000
La société a été créée en 1984 sous le nom de Garuda Maintenance Facilities Support Center. En sept ans, entièrement financée par le gouvernement indonésien, elle a investi quelque 200 millions de dollars, dont 63 % ont été pour importer des machines et équipements de haute technologie. En 1996, elle est devenue une SBU et a changé son nom en Garuda Maintenance Facilities AeroAsia, ou GMF AeroAsia en abrégé.

### Après 2000
En août 2002, elle s'est séparée de PT Garuda Indonesia.
Actuellement, GMF AeroAsia est certifiée dans de nombreux pays et a comme clients de nombreuses compagnies aériennes. La société a trois partenaires : KLM Engineering & Maintenance, Swiss Air et Global Aviation USA. En 2009, les plus gros clients de GMF AeroAsia étaient sa société mère Garuda Indonesia suivie de Lion Air. En 2015, c'était encore Garuda, sa filiale à bas-coût Citilink et la compagnie intérieure Sriwijaya Air.

## Installations

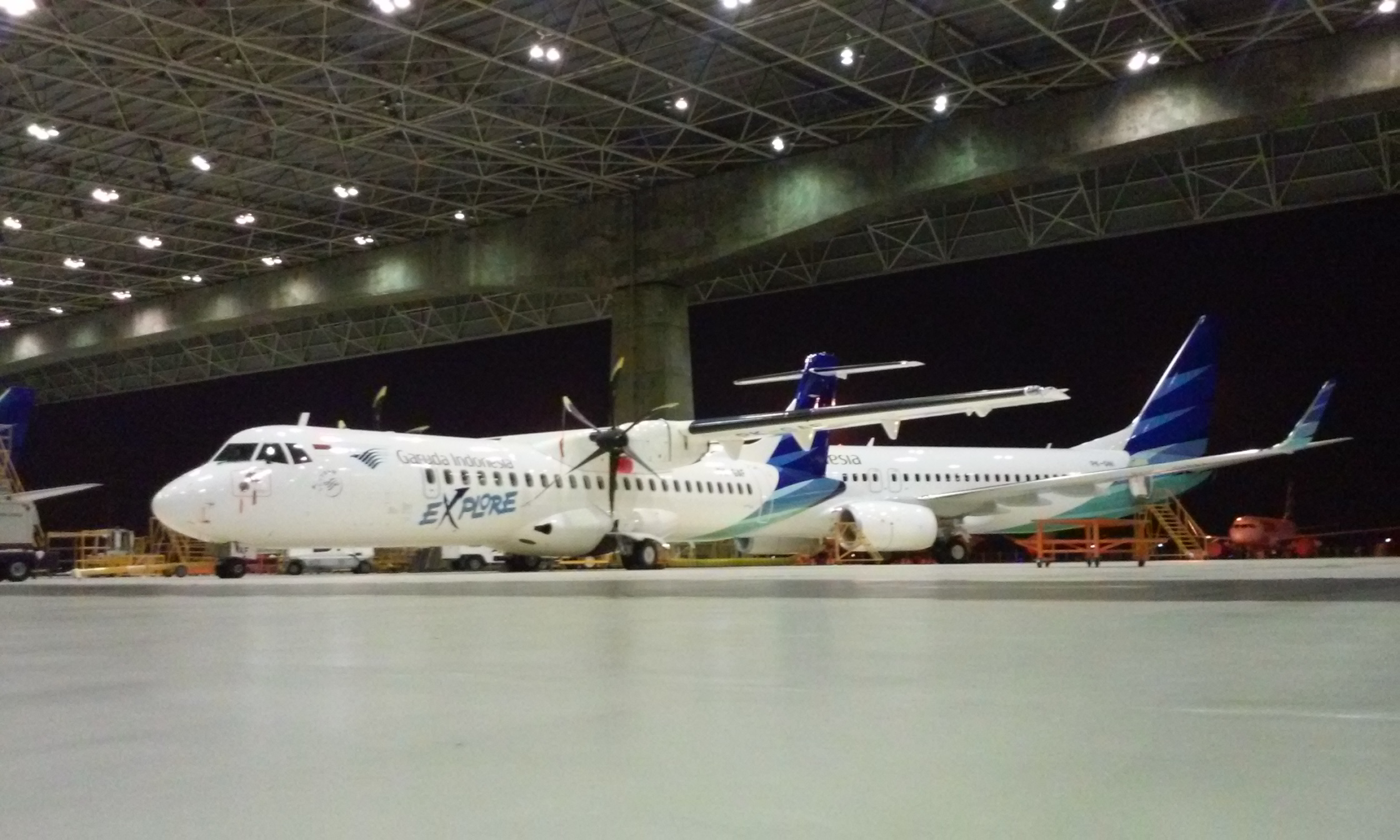
Garuda Indonesia ATR 72-600 et Boeing 737-800 au hangar 2 de GMF AeroAsia

Les installations de GMF AeroAsia se trouvent à l'aéroport international Soekarno-Hatta. Elles comprennent 480 000 m2 de structures bâties, dont quatre hangars, un entrepôt de pièces de rechange, des ateliers, des bâtiments utilitaires, un bâtiment d'équipement de soutien au sol, des magasins de produits chimiques, une cellule d'essais moteurs et des bureaux de direction. De plus, GMF AeroAsia dispose d'une aire de trafic capable d'accueillir jusqu'à 50 avions, de voies de circulation, d'une zone de point fixe et d'une zone de traitement des déchets  occupant une superficie de 1 150 000 m 2.